# Die Linkskurve

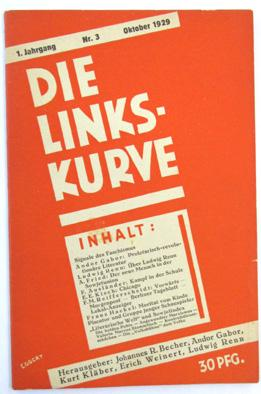
Die Linkskurve Nr. 3, 1929 Titelblatt

Die Linkskurve war die Zeitschrift des Bundes proletarisch-revolutionärer Schriftsteller Deutschlands, der der Kommunistischen Partei Deutschlands nahestand. Sie erschien von 1929 bis 1932.
Zudem gab es mit diesem Namen in Dresden eine kommunistische kabarettartige Spielgruppe, in der u. a.  Hans und Lea Grundig und Hermann Werner Kubsch mitwirkten.
Die gleichnamige Zeitschrift Linkskurve – Magazin für Kunst und Kultur (ISSN 0179-5767) erschien zwischen 1979 und 1984 im Verlag Neue Zeit, Kiel.

## Geschichte
Die Linkskurve erschien monatlich in Berlin über vier Jahrgänge von 1929 bis 1932. Zudem erschien Ende April 1932 ein Sonderheft zum 100. Todestag von Goethe. Das Heft kostete 30 Pfennige, ein Jahresabonnement 3 Mark. Die Anfangsauflage lag bei 15.000 Exemplaren.
Das Ziel der Linkskurve war „die Herausbildung einer proletarisch-revolutionären Dichtung“. Darin wurde „Literatur auf marxistisch-theoretischer Basis diskutiert und in den Kontext des Klassenkampfs gestellt“. Ein weiteres Anliegen der  Linkskurve war es, Arbeiter zum Schreiben und zur literarischen Reflexion zu bewegen.
Neben Artikeln, Gedichten und Kurzgeschichten gab es die Rubriken Neue Bücher, Berichte, Mitteilungen, Glossen und Nachrichten des Vereins. Außerdem wurden ein Preissaufschreiben veranstaltet und in sechs Kategorien Preise ausgesetzt für die Formen Roman, Theaterstück, Erzählung, Reportage, Gedicht und Kurzerzählungen.
Vorsitzender des Herausgeberkreises war Johannes R. Becher. Mitherausgeber waren Kurt Kläber, Andor Gábor, Hans Marchwitza, Ludwig Renn und Erich Weinert. Verantwortlich für die Redaktion war Ludwig Renn.

## Ermittelte Autoren der Zeitschrift
- Alexander Abusch
- L. Anton
- Arthur Arnold
- Fritz Ausländer
- Awerbach
- Theodor Balk
- Henry Barbusse
- Victor Bauer
- Johannes R. Becher (Herausgeber)
- Otto Biha
- Franz Braun
- Rudolf Braune
- Willi Bredel
- Bernard von Brentano
- Fritz Brupbacher
- Hermann Duncker
- Josef Dunner
- Erwin Eckert
- Lex Ende
- Axel Eggebrecht
- Albert Einstein
- Alexander Emel
- Friedrich Engels
- Fritz Erpenbeck
- Stefan Faber
- T. K. Fodor
- Erich Franzen
- Bruno Frei
- Andor Gábor (Herausgeber bis April 1930)
- John Galsworthy
- Rudolf Gerber
- Giovanni Germanetto
- Emil Ginkel
- Ernst Glaeser
- Georg Glaser
- Michael Gold
- Alfons Goldschmidt
- Maxim Gorki
- Otto Gotsche
- Oskar Maria Graf
- Kurt Großmann
- Stefan Großmann
- Karl Grünberg
- Hans Günther
- E. Gumbel
- Willy Harzheim
- Walter Hasenclever
- Max Hodann
- E. Hoernle
- Kurt Huhn
- Bela Illes
- Heinz Jacoby
- Hans Jäger
- P. Kast
- Kurt Kersten
- Armin Kesser
- Kirschon
- Egon Erwin Kisch
- Kurt Kläber (Herausgeber)
- Paul Körner
- Michail Kolzow
- A. Kurella
- Berta Lask
- Lenin
- Josef Lenz
- L. Leonow
- Theodor Lessing
- V. Lidin
- Hans Lorbeer
- Heinz Luedecke
- Georg Lukács
- Lu Märten
- Wladimir Majakowski
- Hans Marchwitza (Herausgeber ab Mai 1930)
- André Marty
- Peter Maslowski
- Hannes Meyer
- Siegfried Nebel
- Th. Neubauer
- Klaus Neukrantz
- A. Norden
- Ernst Ottwalt
- Alfons Paquet
- John Dos Passos
- Erwin Piscator
- Theodor Plievier
- Wilhelm Reich
- Kurt Reiss
- Ludwig Renn (Herausgeber)
- Ernst Reinhardt
- Rudolf Renner
- Trude Richter
- Thomas Ring
- Trude Sand
- Adam Scharrer
- Richard Scheringer
- Ernst Schneller
- Walter Schönstedt
- Anna Seghers
- Bernard Shaw
- Slang
- J.Stalin
- Kurt Steffen
- Justin Steinfeld
- Alexander Graf Stenbock-Fermor
- Lisa Tetzner
- Wilhelm Tkaczyk
- Ernst Toller
- Kurt Tucholsky
- L. Turek
- Lisa Ullrich
- Otto Unger
- Herwarth Walden
- Jakob Wassermann
- Erich Weinert (Herausgeber)
- F. C. Weiskopf
- Hellmuth Weiss
- K. A. Wittfogel
- Annegret Wölk
- Friedrich Wolf
- Lothar Wolf
- Max Zimmering

## Ausgaben
- Johannes R. Becker, Kurt Kläber, Hans Marchwitza, Erich Weinert, Ludwig Renn (Hrsg.): Die Links-Kurve. Internationaler Arbeiterverlag, Berlin 1929–1932.
- Johannes R. Becker, Kurt Kläber, Hans Marchwitza, Erich Weinert, Ludwig Renn (Hrsg.): Die Links-Kurve. 4 Bände. Druck-Verlags-Vertriebs-Kooperative, Frankfurt 1971 (= Kleine Bücherei des Marxismus-Leninismus Band 8–11).